# جین کر
جین کر (به انگلیسی: Jane Kerr) (زادهٔ ۱۲ مهٔ ۱۹۶۸) شناگر اهل کانادا است.